# 타르노브제크

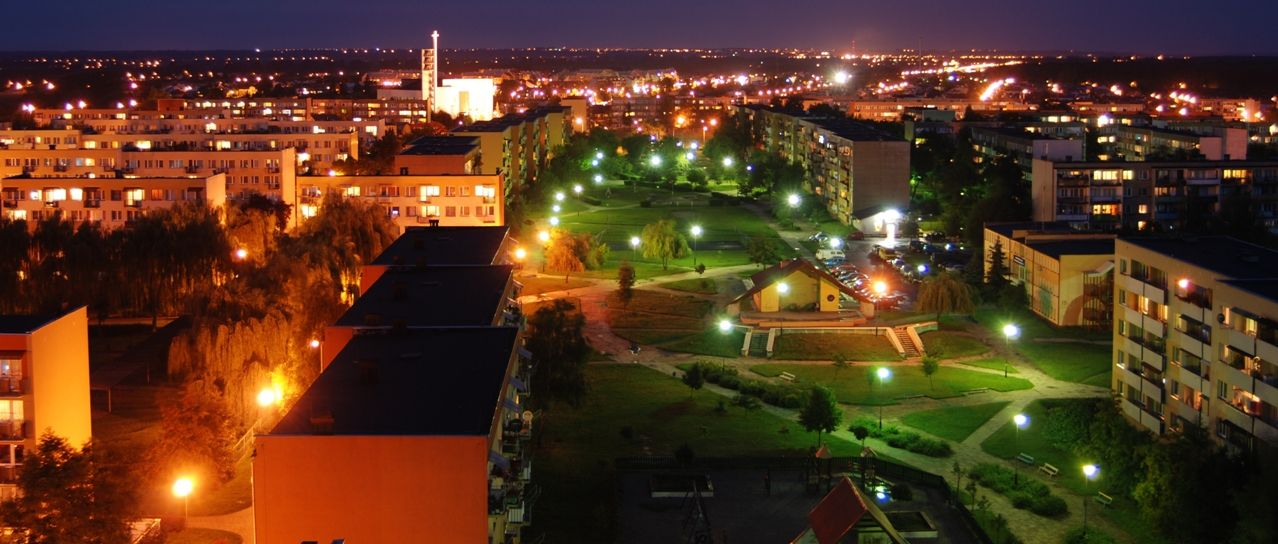
타르노브제크

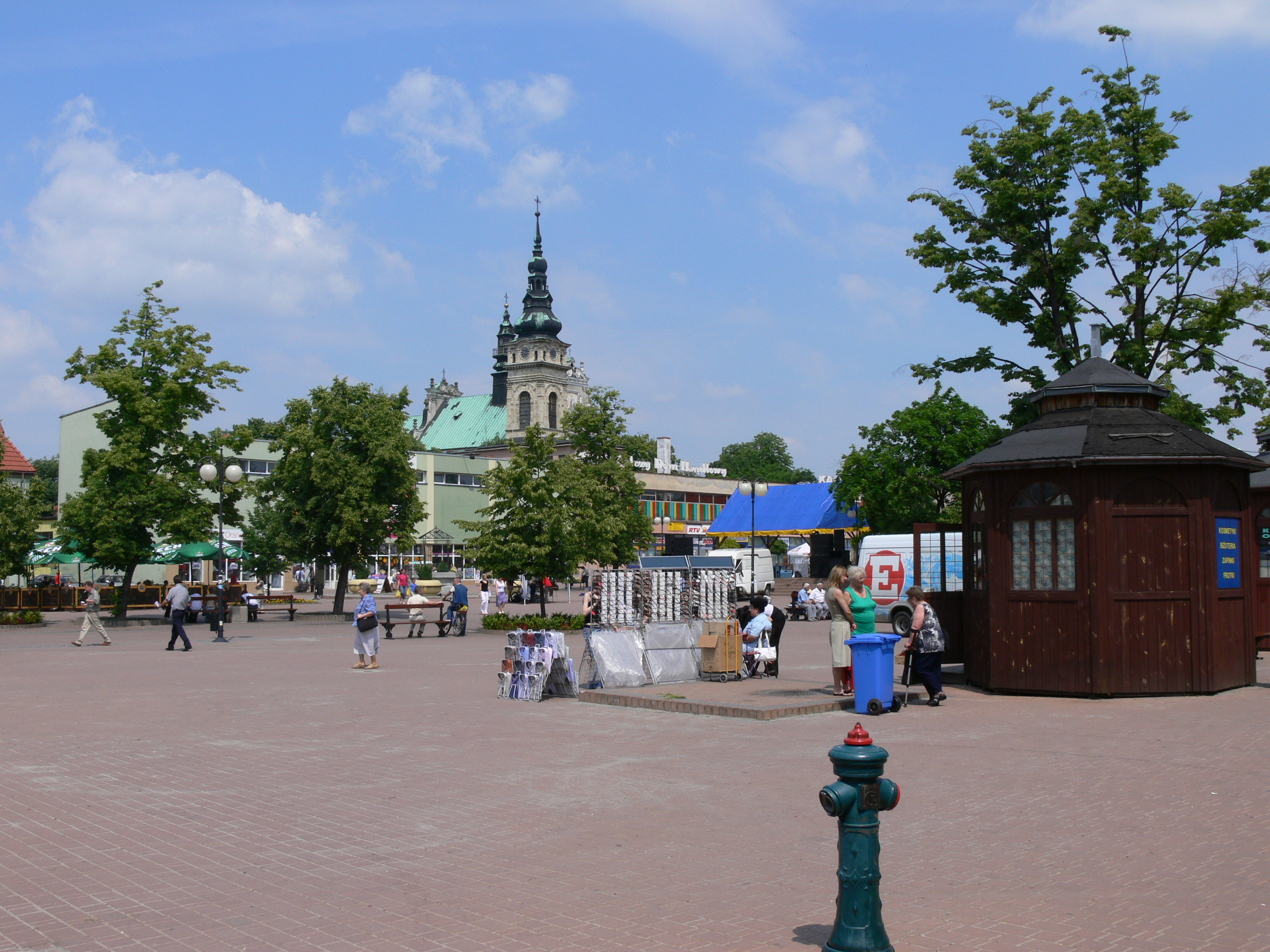
타르노브제크 광장

타르노브제크(폴란드어: Tarnobrzeg)는 폴란드 남동부 포트카르파츠키에주에 위치한 도시로, 면적은 85.6km2, 높이는 160m, 인구는 49,419명(2009년 기준), 인구 밀도는 580명/km2이다.
1593년 타르누프 귀족들의 영지로 건설되었으며 1772년 제1차 폴란드 분할 때 오스트리아 제국에 편입되었다. 1918년 폴란드에 편입되었다.

시기
시 문장